# Тремоло (фестиваль)
Тре́моло — международный фестиваль искусств, ежегодно проходящий летом в Тольятти на берегу Волги. Первоначально назывался «Классика над Волгой».

## История
Впервые мероприятие прошло в 2008 году, тогда его посетило около 300 человек. Цель фестиваля, по словам его создателя и директора — тольяттинского предпринимателя и культуртрегера Алексея Возилова — популяризация классической музыки, а также предоставление молодым музыкантам и постановщикам возможности выступить на одной сцене с знаменитыми мастерами. По словам бывшего художественного руководителя фестиваля ректора Тольяттинской консерватории Евгения Прасолова, такая возможность для молодых музыкантов — незаменимый творческий опыт.
Первые два года основным музыкальным коллективом на фестивале был Молодёжный симфонический оркестр Поволжья под управлением заслуженного артиста РФ Анатолия Левина, который еще с 2002 года собирался для сессионных выступлений в Тольятти на зимних и летних каникулах. В 2010 году году приглашённым гостям аккомпанировал симфонический оркестр Тольяттинского института искусств (консерватории), в дальнейшем одним из основных участников стал Тольяттинский симфонический оркестр, но приоритет отдавался иногородним музыкальным коллективам, по словам нового художественного руководителя фестиваля Фабио Мастранджело: «тольяттинских музыкантов жители города и так слушать могут в течение всего года».
Первые годы фестиваль проходил в течение двух дней, а общее число зрителей обычно не превышало 500 человек. Продолжительность следующих фестивалей увеличилась вдвое, расширился и состав участников. Наряду с тольяттинскими оркестрами на фестивалях в разные годы выступали Казанский и Саратовский симфонические оркестры, Уральский молодёжный симфонический оркестр, музыкальный театр «Геликон-опера», молодёжный «Чайковский оркестр» и другие коллективы. Всего, по данным организаторов, только за первые восемь лет существования фестиваля в нём приняли участие музыканты из 20 различных стран мира. Дважды проводился зимний концерт «Классика над Волгой», для популяризации фестиваля проводится детский художественный конкурс «Музыка на бумаге», лучшие работы которого выпускались в виде почтовых открыток.
К 2014 году длительность фестиваля выросла до недели, в этом году его посмотрело 3,5 тысячи человек. В 2015 году новым художественным руководителем мероприятия стал дирижёр и пианист Фабио Мастранджело, фестиваль получил поддержку правительства Самарской области, министр культуры региона вошёл в состав попечительского совета мероприятия За пять дней на Волге выступило 152 исполнителя из восьми стран мира, в том числе — Чайковский-оркестр под управлением маэстро Энхэ (Энхбаатар Баатаржавын), Геликон-опера, солисты Большого театра. Фестиваль посетило более 4,5 тысяч зрителей. По итогам года фестиваль стал обладателем гран-при национальной премии Russian Event Awards в номинации «Лучший проект в области культуры».

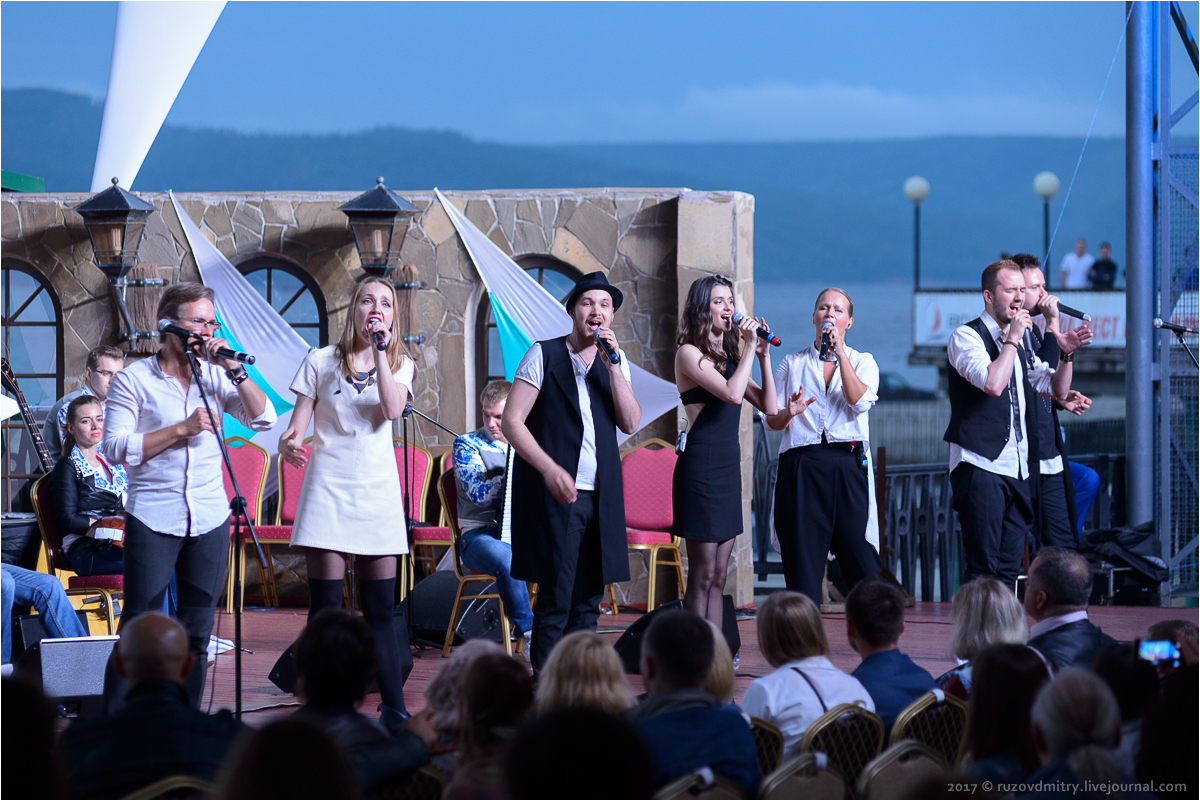
Акапелла-группа «Rain Drops» на десятом фестивале музыки и искусств «Тремоло»

В 2016 году фестиваль сменил название и концепцию. Отныне он называется «Фестиваль музыки и искусств „Тремоло“», а его программа помимо симфонической музыки стала включать другие направления искусства: театр, хореографию, романсы, литературные номера. Целями ребрендинга указывались и расширение аудитории на людей, обычно сторонящихся слова «классика», и привлечение иностранных зрителей, для который требовалось более универсальное по произношению название, и избежание размытия бренда, так как за время существования фестиваля появился ряд мероприятий со схожим названием: «Рок над Волгой», «Шансон над Волгой», «Босанова над Волгой», «Чтение над Волгой».
Ребрендинг совпал с финансовыми сложностями как у организаторов, вынужденных сократить на день концертную программу, так и у зрителей, чья покупательская способности снизилась, при том, что цены на билеты выросли, в результате фестиваль принял на тысячу зрителей меньше, чем в предыдущем году. В 2017 году финансовые сложности только усилились, фестиваль практически лишился спонсорской и бюджетной поддержки. При этом организаторы сочли, что удешевлять фестиваль за счёт большего привлечения местных музыкантов не целесообразно. Чтобы сохранить высокий уровень приглашаемых исполнителей и не снижать качество мероприятия им пришлось сократить программу фестиваля еще на один день: теперь он длился три дня.
В 2018 году фестиваль получил президентский грант, что позволило расширить его программу, снизить цены на билеты, а появившуюся детскую программу сделать вовсе бесплатной. «Тремоло» вошёл в официальную культурную программу чемпионата мира по футболу, матчи которого проходили в том числе в Самаре. Число зрителей мероприятия практически удвоилось, составив более 6000 человек.
В 2019 году фестиваль прошёл без государственной поддержки, концерты фестиваля транслировались в аэропорту Ростова-на-Дону.

## Фестиваль

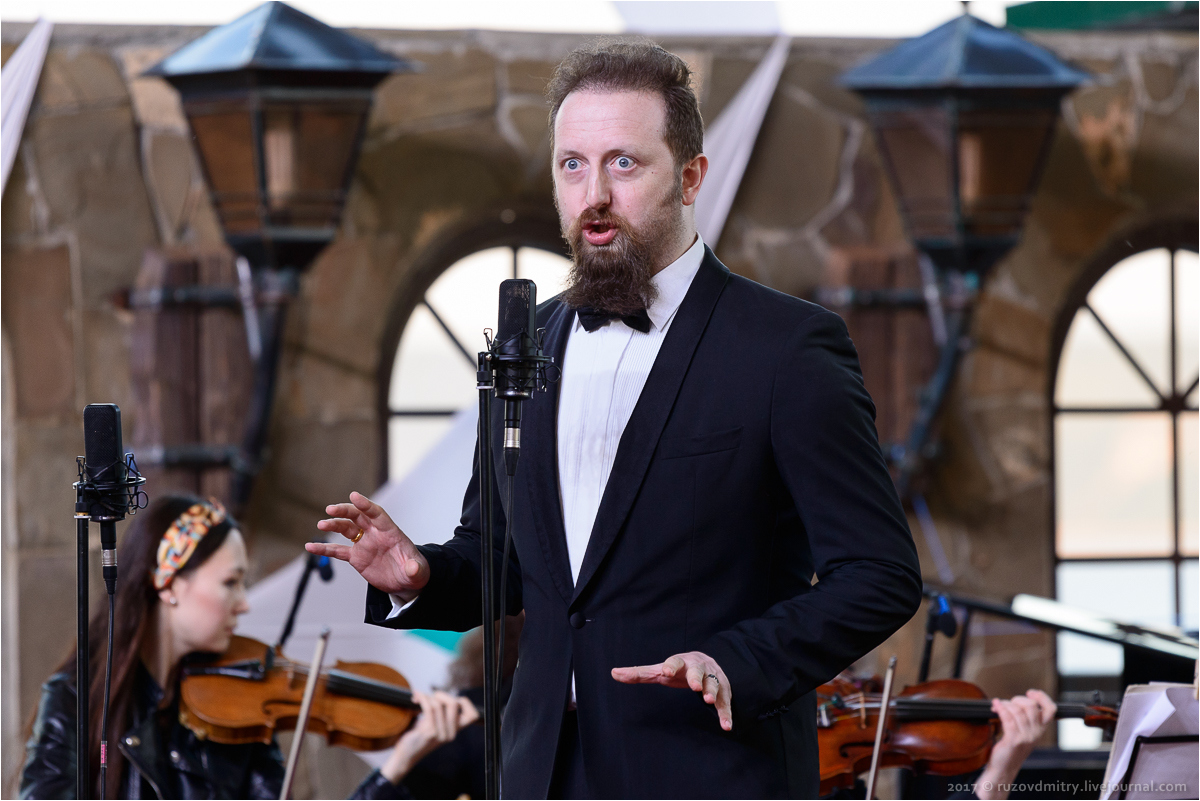
Солист Мариинского театра Михаил Колелишвили на десятом фестивале музыки и искусств «Тремоло»

Традиционно фестиваль проходит на берегу Волги, площадкой выступает один из ресторанов, оборудованный под концертный зал на 1150 мест. Подход к организации фестиваля подразумевает отклонение от строгого академического стиля в пользу создания комфортной и свободной обстановки и привлечения большего числа зрителей. Это отражается в отсутствии дресс-кода, свободного передвижения по территории импровизированного концертного зала и окружающей его площадке. Можно вставать, пить кофе у кофейных столиков, детей не заставляют сидеть на местах. В том числе зрители могут следить за выступлениями с бортов своих яхт. Отвечая целям популяризации классической музыки, костяк программы, преимущественно, составляют узнаваемые классические произведения. Акустическая поддержка достигается за счет специальных систем задержки звука.

### Участники
По сведениям организаторов, за первые восемь лет существования фестиваля в нём приняли участие музыканты из 20 различных стран мира с которыми выступали приглашенные дирижёры, известные певцы, в том числе:
- народный артист СССР Зураб Соткилава,[7]
- народный артист СССР Елена Образцова,[7]
- народный артист СССР Виргилиус Норейка[27],
- солисты Большого театра[27],
- солисты Мариинского театров[27],
- солисты Вильнюсского театра оперы и балета и многие другие[8][27].

### Организаторы
- Алексей Возилов — директор фестиваля;
- Фабио Мастранджело — художественный руководитель, итальяно-российский дирижер и пианист[11][13];

- Александр Соколов — член попечительского совета, музыковед, доктор искусствоведения, заслуженный деятель искусств Российской Федерации[28];

- Михаил Гантварг — член попечительского совета, Народный артист России[11];
- Евгений Прасолов — член попечительского совета, заслуженный деятель искусств России, ректор Тольяттинской консерватории, художественный руководитель фестиваля с 2010 по 2014 год[28];

Ранее в совет также входили Зураб Соткилава и Елена Образцова.

## Награды
- Третье место на всероссийском конкурсе в области событийного туризма в номинации «Культурные события», 2013 г.[9]
- Первое место национальной премии Russian Event Awards в номинации «Лучший проект в области культуры», 2014 г.[29]
- Гран-при национальной премии Russian Event Awards в номинации «Лучший проект в области культуры», 2015 г.[15]
- Шорт-лист лучших проектов национальной премии в области развития общественных связей «Серебряный Лучник» в номинации «Лучший проект в области продвижения территорий», 2015 г.[30]